# Église des Carmes d'Ille-sur-Têt
L'église des Carmes d'Ille-sur-Têt est une église du XVIIIe siècle située à Ille-sur-Têt, dans le département français des Pyrénées-Orientales.

## Situation
Elle se trouve Rue des Carmes.

## Histoire
L'église est classée monument historique par arrêté du 13 septembre 1984.